# Dierrey-Saint-Julien
 Dierrey-Saint-Julien  es una población y comuna francesa, en la región de Champaña-Ardenas, departamento de Aube, en el distrito de Nogent-sur-Seine y cantón de Marcilly-le-Hayer.

## Demografía
| 209 | 242 | 215 | 222 | 216 | 225 |
| Para los censos de 1962 a 1999 la población legal corresponde a la población sin duplicidades (Fuente: INSEE [Consultar]) |     |     |     |     |     |